# Radhaniten
Radhaniten oder Radaniten (Hebräisch sing. רדהני Radhani, pl. רדהנים Radhanim; arabisch الرذنية, DMG ar-Raḏaniyya) ist die zum ersten Mal von Ibn Chordadbeh um 847 in seinem Buch Kitāb al-Masālik w'al-Mamālik (= Buch der Wege und Länder) überlieferte Bezeichnung für eine bestimmte Art jüdischer Fernhandelskaufleute. Vom 8. bis ins 11. Jahrhundert ermöglichten sie Handelsbeziehungen zwischen den Ländern des christlichen Abendlandes und jenen der mit ihnen verfeindeten islamischen Welt, aber auch darüber hinaus mit Indien und China. Sie waren unter anderem Sklavenhändler, boten die unterworfenen gefangenen Sachsen und andere Nichtchristen auf andalusischen Sklavenmärkten an. Durch diesen Handel nahmen sie Einfluss auf das Karolingische Reich und versorgten Karl den Großen samt seiner Nachfolger mit arabischem Gold. Die Einnahmen führten mit zum Wiederaufschwung der seit dem Untergang des weströmischen Reiches wirtschaftlich stagnierenden Länder Mitteleuropas. Als Handelswege nutzten die jüdischen Händler von alters her bekannten Routen.

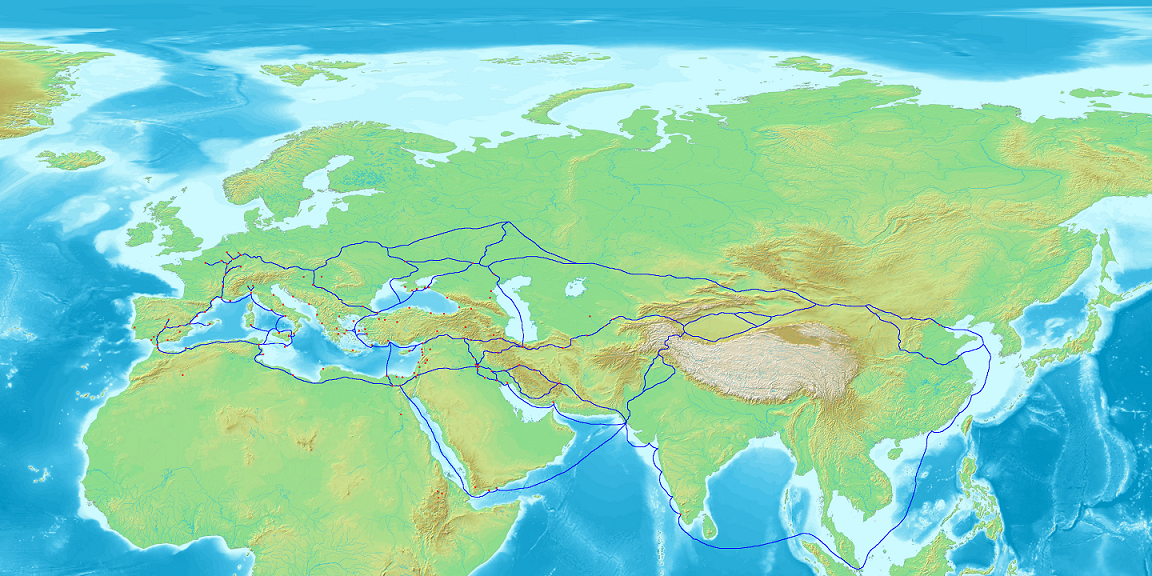
Karte von Eurasien mit dem Handelsnetz der Radhaniten, wie es Ibn Chordadbeh beschreibt.

## Etymologie
Die Überlieferung des Begriffs „Radhaniten“ gibt keine zuverlässige Auskunft darüber, was er bedeutet. Der zur Annales-Schule zählende französische Historiker Maurice Lombard (1904–1965) neigt mit anderen zu der Annahme, ihn in dem Begriff „Rūdānū“ für Rhone aufgehoben zu sehen, weil die jüdischen Kaufleute in zahlreichen Orten ansässig gewesen seien, die sich von der Maas über die Saône das Rhônetal hinabgezogen hätten und über Arles ans Mittelmeer und Narbonne ins muslimische Spanien geführt hätten. Als Beleg dient Lombard der aus Narbonne abgeleitete Familienname Narboni, der noch heute unter den Juden des Mittelmeergebietes verbreitet sei. Damit weist er andere Annahmen, dass die Bedeutung für „Radhanit“ auf das persische Wort rāhdān (= Wegekundiger) hinweise, zurück, wie auch eine andere Ableitung, dass es sich um einen Hinweis auf die persische Ruinenstadt Rhaga oder eine Landschaftsbezeichnung um Bagdad herum handle.

## Hintergrund

### Die islamische Eroberung
Unter den Merowingern war es seit dem Ende des 5. Jahrhunderts zu einem Verfall der Städte gekommen, was zu einem allgemeinen kulturellen Niedergang führte, der in der karolingischen Renaissance seine Umkehr erfuhr. Henri Pirenne vertrat die für Jahrzehnte maßgebliche These, dass erst die im 7. Jahrhundert einsetzende islamische Expansion einen das Abendland beeinträchtigenden Einschnitt dargestellt habe, indem es von den wichtigen Handelsbeziehungen über das Mittelmeer getrennt worden sei und zwischen dem christlichen Abendland und den von der islamischen Expansion vereinnahmten Ländern kein Austausch mehr stattgefunden habe.
Heute gilt Pirennes These als widerlegt. Sein Fehler habe vor allem darin bestanden, dass er davon ausging, dass moslemische Kaufleute nur miteinander handelten und kein Interesse an den jenseits der eroberten Gebiete gelegenen Ländern und ihren Erzeugnissen gehabt hätten. Maurice Lombard gehört mit seinen Untersuchungen zu den mittelalterlichen Handelswegen zu den entschiedenen Gegnern Pirennes, indem er ununterbrochene Handelsbeziehungen zwischen Ost und West nachweist. Diese seien zunächst unter den Merowingern neben jüdischen Kaufleuten, deren Lage sich im 6. und 7. Jahrhundert im Byzantinischen Reich und im westgotischen Spanien allerdings verschlechtert habe, überwiegend von Kaufleuten unterhalten worden, die „Syri“ (= Syrer) genannt wurden und Christen gewesen seien. Nach Lombard importierten die „Syri“ vor allem orientalische Luxuswaren aus ihren Zentren im Orient ins barbarische Abendland. Die Handelsbeziehungen hätten sich dann mit der islamischen Expansion auch ohne moslemische Fernhändler im christlichen Abendland ausgeweitet, denn die muslimischen Eroberer hatten einen großen Bedarf an Gütern, über die sie in den von ihnen eingenommenen Gebieten nicht verfügen konnten und die sie deshalb importieren mussten. Mit dem Siegeszug des Islams sei bis ins 11. Jahrhundert der Hauptanteil des Fernhandels von jüdischen Kaufleuten übernommen worden.
Die Juden befanden sich nämlich in der sich entfaltenden islamischen Welt in einer günstigen Ausgangsposition, zumal der Dschihad nicht gegen die Juden, sondern gegen die Heiden (= vom Glauben abgefallene Christen, die ihr eigenes Volk unterdrückt haben) geführt wurde. Allerdings wurde die arabische Halbinsel, wo die Juden in Himyar ein Zentrum hatten und ihnen in der Umgebung von Medina bis zum Auftauchen von Mohammed heidnische Stämme gefolgschafts- und tributpflichtig waren, von der Freizügigkeit der Religionsausübung und der Niederlassung ausgenommen. Im Unterschied zu den christlichen Ländern konnten sie sich in der islamischen Welt jedoch überall sonst niederlassen und ihre Religion ausüben. Da die Armeen der moslemischen Eroberer nur klein waren, habe es sich insgesamt als zweckmäßiger erwiesen, sich neben den Juden auch der anderen monotheistischen Minderheit, nämlich der Orientchristen zu versichern, da für den Wiederaufbau und zur Verwaltung der eroberten Länder geeignete Menschen gebraucht wurden. Für die Juden habe aber mehr noch als für die Christen gegolten, dass sie sich im 9. Jahrhundert innerhalb einer neuen Weltmacht vereint sahen, „die ihnen eine weit reichende Autonomie gewährte und sie ihr Leben so führen ließ, wie es ihnen gefiel.“ Im 10. Jahrhundert erlebten zahlreiche jüdische Familien in Al-Andalus im Kalifat von Córdoba unter Abd ar-Rahman III. und seinem Sohn Al-Hakam II. eine Phase von Prosperität.

### Jüdische Kaufleute als Vermittler zwischen dem Westen und der islamischen Welt
Die US-amerikanische Historikerin Jane S. Gerber (City University of New York) geht davon aus, dass die Radhaniten eine internationale Handelsfirma mit Sitz wahrscheinlich in Südfrankreich oder in Spanien bildeten. Ihr Handel habe sich über mehrere Kontinente erstreckt und sei durch Filialen unterstützt worden. Sie hätten vier verschiedene Land- und Seerouten benutzt, von denen eine nordwärts durch Europa über Prag, Bulgarien in das Land der Chasaren geführt habe, das ein wichtiger Vorposten für den Handel mit Zentralasien war; zwei seien entlang der Küsten des Mittelmeeres verlaufen und hätten im Irak und im Iran geendet; die vierte sei nach China gegangen (vgl. auch Seidenstraße). „Im Allgemeinen legten die Handelsbeauftragten der Radhaniten nur einen Teil der Strecke zurück, an dessen Ende sie Waren von Kollegen übernahmen, welche die nächste Etappe bereisten.“ Ihre Verständigung untereinander erfolgte über das Hebräische als Lingua franca, denn es sei von allen gebildeten Juden gesprochen worden. Um sich vor den Risiken der langen Reisen zu schützen, über die vor allem die Aufzeichnungen aus der Geniza Auskunft geben, und nicht zu viel Geld zu transportieren, hätten sie als frühkapitalistisches Instrument Kreditbriefe (suftadscha) mitgeführt.

Die erste Erwähnung der Radhaniten bei Ibn Chordadbeh lautet unter der Überschrift „Weg der jüdischen Kaufleute, der so genannten Radhaniten“ folgendermaßen:

„Diese Kaufleute sprechen Persisch, Romanisch (Griechisch und Lateinisch), Arabisch, fränkische Sprachen, Spanisch und Slawisch. Sie reisen vom Okzident in den Orient und vom Orient in den Okzident, bald zu Lande und bald zu Wasser. Aus dem Okzident bringen sie Eunuchen, weibliche Sklaven und Knaben, Seide, Pelztierwaren und Schwerter. Sie schiffen sich im Land der Franken auf dem Mittelmeer ein und steuern Farama an (nahe den Ruinen des alten Pelusium gelegen); dort laden sie ihre Waren auf Lasttiere und begeben sich bei einer Entfernung von 20 farsakhs (Maßeinheit von ungefähr 5,6 km) in fünf Tagesmärschen nach Kolzoum (= Suez). Auf dem östlichen Meer (= Rotes Meer) fahren sie nach El-Djar (Hafen von Medina) und nach Djeddah; dann begeben sie sich nach Sind (= Persien), Indien und China. Auf ihrem Rückweg haben sie Moschus, Aloë, Kampfer, Zimt und andere Produkte aus den orientalischen Gegenden geladen und erreichen Kolzoum, dann Farama, wo sie sich wieder auf dem Mittelmeer einschiffen. Manche setzen die Segel nach Konstantinopel, um dort ihre Waren zu verkaufen; andere begeben sich in das Land der Franken.
Manchmal nehmen die jüdischen Kaufleute auf dem Mittelmeer Kurs auf Antiochia am Orontes. Nach drei Tagesmärschen gelangen sie an die Ufer des Euphrat und kommen nach Bagdad. Dort befahren sie den Tigris bis nach Basra, von wo sie nach Oman segeln, nach Persien, Indien und China. Sie können also ohne Unterbrechung reisen.“

### Handelsbeziehungen zwischen dem Abendland und der islamischen Welt
Bernard Lewis schreibt, dass von den Waren Zentral- und Westeuropas allerdings nur drei die Aufmerksamkeit moslemischer Schriftsteller geweckt hätten, nämlich slawische Sklaven, fränkische Waffen und englische Wolle. Maurice Lombard führt zusätzlich Pelze und Holz vor allem für den Schiffsbau auf. Die slawischen Sklaven waren, wie aus arabischen Aufzeichnungen hervorgeht, der begehrteste Artikel für die moslemische Sklavenhaltergesellschaft. Bernard Lewis hält fest, dass neben den Juden viele Europäer mit dem Export von Sklaven zu tun gehabt hätten. Darunter seien Christen gewesen, „Bürger der großen Handelsstädte Italiens und Frankreichs ebenso wie griechische Sklavenhändler, die im östlichen Mittelmeer tätig waren. Eine bedeutende Stellung nahmen die Venezianer ein, die schon im 8. Jahrhundert begannen, den Griechen Konkurrenz zu machen.“ Besonders hinzuweisen ist auf die Rolle der Waräger und des Volkes der Rus, die eifrige Sklavenjäger waren und ihre slawischen Gefangenen entweder direkt verkauften oder über italienische Kaufleute oder die Radhaniten nach Spanien, Byzanz, in die moslemischen Länder oder nach Zentralasien weitervermitteln ließen.

Maurice Lombard betont, dass durch die Nachfrage aus den großen Verbrauchszentren der islamischen Welt über die jeweiligen Zwischenhändler „die wirtschaftliche Aktivität des barbarischen Abendlandes“ wiederaufgelebt sei und „dessen Handel, Geldzirkulation und städtische Bewegung unter diesem Nachfrageschub wieder zu pulsieren begannen“. Insgesamt handle es sich um eine Tatsache von immenser Bedeutung: „die Austauschrichtung kehrt sich um; der Okzident wird vom Importeur zum Exporteur. An die Stelle des Abflusses von Zahlungsmitteln kommt es gegen Ende des 8. Jahrhunderts langsam wieder zu einem Zufluss, der sich vom 9. zum 11. Jahrhundert vergrößert.“ 

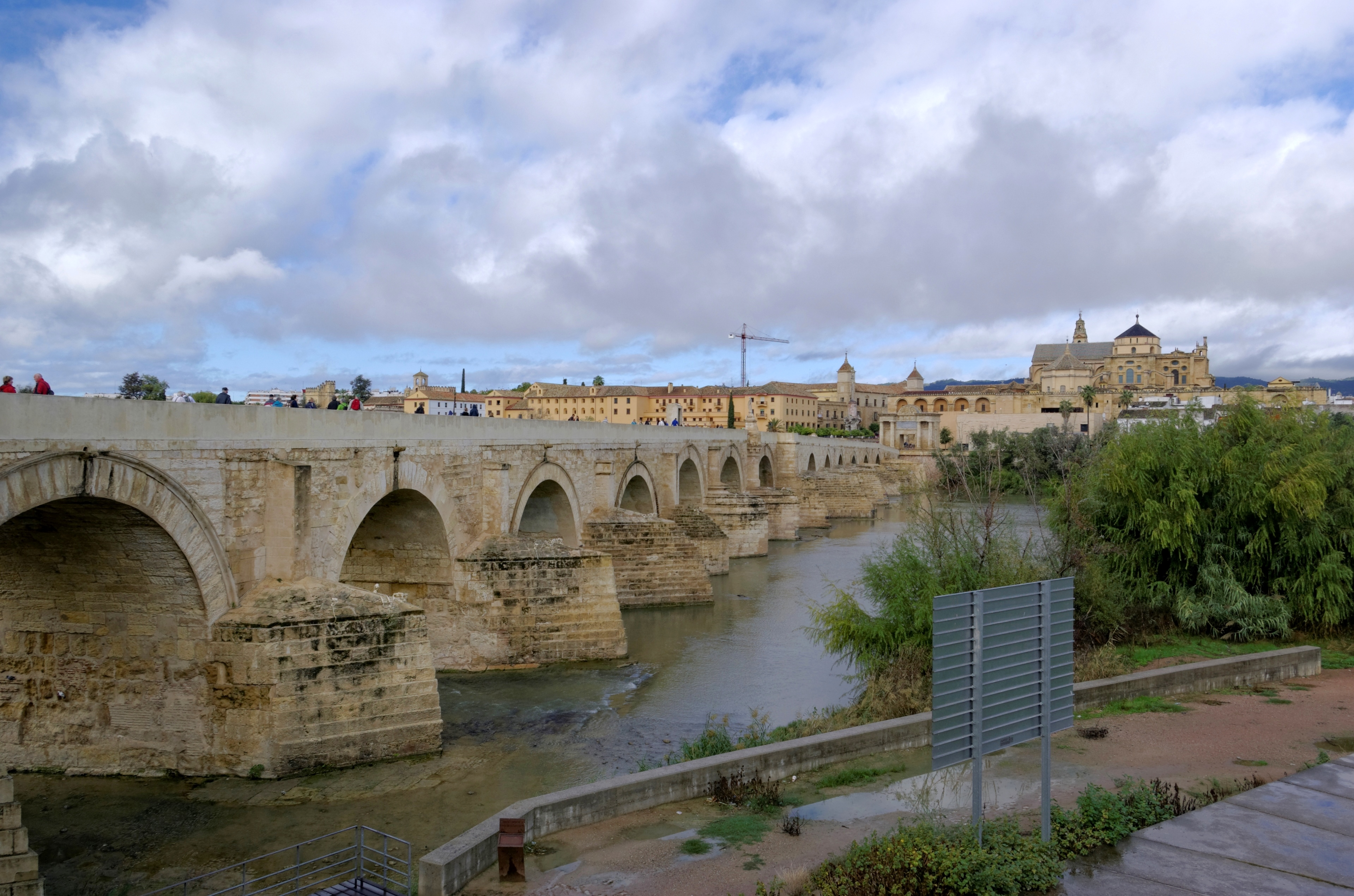
Das muslimische Spanien war mit Córdoba ein häufiger Bestimmungsort für die slawischen Sklaven, mit denen die Radhaniten handelten.

 Für den Umfang des Sklavenhandels mit Al-Andalus stellt Lombard für einen Abschnitt des 10. Jahrhunderts folgende Bilanz auf:

„Innerhalb von 50 Jahren, zwischen 912 und 961, steigt ihre Zahl von 3.750 auf 13.750 und vermehrt sich um 10.000 Individuen, worin sich neue Käufe niederschlagen; die männlichen Wesen werden meistens kastriert. (…) Ein Sklave bringt 100 Dinare im Durchschnitt ein, so dass 10.000 Sklaven einen Wert von einer Million Dinar darstellen, was einer Goldmenge von 5.000 kg entspricht; allein für Córdoba sind jährlich 100 kg Gold für den Kauf von Slawen zu veranschlagen. Zählt man hierzu die Summen, die für die anderen großen Städte Spaniens und die Residenz des Kalifen zu veranschlagen sind, außerdem noch die Summen, die für den Transit in den muslimischen Orient anzusetzen sind, dann wird vorstellbar, was Liutprand mit ‚immensum lucrum‘ (= immenser Gewinn) gemeint hat, den die Händler von Verdun machten, und Adalbert von Prag, als er dieses ‚infelix aurum‘ (= unglückliche Gold) beweinte, dieses Gold, das das Unglück mit sich bringt.“

Die beiden in Deutschland und Litauen geborenen und in Berlin ausgebildeten US-Historiker Max Leopold Margolis (1866–1932) und Alexander Marx (1878–1953) veröffentlichten 1927 in Philadelphia „A History of the Jewish People“, die bis 1974 wiederholt aufgelegt wurde. Sie beschreiben die jüdischen Kaufleute, die in Al-Andalus mit der Versorgung der muslimischen Herrscher mit Sklaven beschäftigt waren:

„Man konnte in Seide gekleidete und mit Prachtturbanen ausgestattete reiche Juden sehen, die mit dem Glanz der Muslime rivalisierten, in stattlichen Wagen fuhren oder wie Herren zu Pferd ritten. Ihr Reichtum rührte vor allem aus dem Sklavenhandel. Sie belieferten die Harems mit Bewohnerinnen und Eunuchen, die sie bewachten, und versorgten die Armee mit Nachwuchs. Sie importierten eine große Anzahl von Slawen, die von germanischen Völkern gefangen genommen und an die Sarazenen verkauft worden waren, bei denen sie die Garde des Kalifen und ganze Regimenter bildeten.“

### Die Handelswege aus den slawischen Grenzgebieten in die islamische Welt
Der russischstämmige französische Historiker Alexandre Skirda stellt fest, dass man sich in der europäischen Nationalgeschichtsschreibung schwer damit tue, das Sklavenhandelserbe anzuerkennen: „Man versteht besser, warum fast alle Historiker und Kommentatoren sich über dieses Phänomen ausschweigen: Es fällt ihnen schwer, anzuerkennen, dass die wirtschaftliche Wiedergeburt des Okzidents zwischen dem 8. und 11. Jahrhundert über den Handel mit menschlichen Wesen verwirklicht wurde!“
 Inzwischen sind die Wege, auf denen sich der Handel mit der „sprechenden Ware“ vor allem im Ostfrankenreich vollzog, ziemlich umfangreich beschrieben, was neben Charles Verlinden vor allem ein Verdienst von Maurice Lombard und, ihn ergänzend, des russischen Orientalisten Dimitri Michine mit einer an der Russischen Akademie der Wissenschaften, Sektion Institut für islamische Studien in Moskau im Jahr 2002 vorgelegten Arbeit sei („Sakaliba, slaviané v islamskom miré“ [Saqaliba – Die Slawen in der islamischen Welt]).

Lombard beschreibt die Handelswege so:

„Die erste ihrer Richtungen verbindet die Bereiche der Elbe und Böhmens mit den Gebieten des Rheins und den Regionen der Maas. Die Sklavenhändler benutzten die westfälischen Hellwege, die über eine Reihe von Lichtungen Bardowick mit Xanten oder Duisburg, Aachen, Lüttich, Dinant und Verdun verbanden; oder die Maintal-Richtung, die von Böhmen kommend Erfurt einbezieht und nach Mainz geht, bevor sie Verdun erreicht; oder noch die Oberdonau-Richtung, die Bayern auf der Höhe von Passau und Regensburg durchquert und über Schwaben und Franken mit Worms als Station ebenfalls Verdun erreicht. Am Ende aller dreier Wege befand sich als großes Zentrum Verdun, das seine Kaufleute nach Spanien schickte und wo viele dieser Sklaven in Eunuchen verwandelt wurden. Verdun, großes Zwischenlager, Sammlungs- und Kastrationsort, liegt an der Maas, wo sie nach Süden hin nicht mehr schiffbar ist; ein Landweg führte zum Saône-Tal, die in Saint-Jean-de-Losne schiffbar wird. Lyon, Arles, Narbonne waren wichtige Zwischenstationen für den Sklavenhandel. In Lyon mussten die Schiffe, die für die gemächliche Saône geeignet waren, gegen solidere und kleinere Schiffe getauscht werden, damit die schnellere Rhône gemeistert werden konnte. In Arles wurde der Flussweg verlassen und man gelangte auf dem Landweg nach Septimanien; in Narbonne wurde schließlich der Weg nach Katalonien und in das muslimische Spanien eingeschlagen. In Arles konnte man sich auch nach Narbonne einschiffen, von wo es an der Küste entlang nach Barcelona, Tortosa, Valencia und Almería weiterging. Von Narbonne gingen auch Schiffe in Richtung moslemischer Levante. […] Die Wichtigkeit Narbonnes war beträchtlich und ist mit der von Verdun vergleichbar; es war das große Verteilungszentrum der slawischen Sklaven für das moslemische Mittelmeer.“

Dimitri Michine ergänzt folgende Orte: Prag, Magdeburg als große Zentren (Prag auch für die Kastration), Erfurt, Hallstadt, Forchheim, Nürnberg, Premberg, Regensburg, Raffelstetten, Lorch (Oberösterreich); dann vom Rheintal mit Worms, Mainz, Koblenz und Köln nach Dortmund, Soest, Paderborn und Goslar und aus den slawischen Grenzgebieten in umgekehrter Richtung.
Für die deutsche Geschichtsschreibung stellt Johannes Fried für die Sachsen, die in den Kriegen mit Karl dem Großen als noch nicht christianisierte Heiden selbst noch zu „sprechender Ware“ und verkauft werden konnten, fest: „Das fruchtbare Land zwischen Saale und Elbe mit seinen versklavbaren Menschen geriet im Laufe des 10. Jahrhunderts fest in die Gewalt der Sachsen.“ Sachsen, die Machtbasis Heinrichs I. aus liudolfingischem Haus, „war ohne Zweifel von allen seinen Ländern das barbarischste, das am wenigsten zivilisierte, der mittelmeerischen Kultur entfernteste und auf fremde Hilfe in höchstem Maße angewiesene Gebiet“. Allein für die Voraussetzungen zum Erwerb der Königsherrschaft sei bereits neben dem reichen Grundbesitz der Verkauf von jungen gefangenen Slawen ins muslimische Spanien oder nach Byzanz und weiter ins Reich der Kalifen nötig gewesen, denn zum Griff nach der Königskrone habe es unerlässlichen Reichtums bedurft. In der Kriegführung gegen die slawischen Nachbarn sei der Sklavenhändler noch vor dem Priester den erobernden Truppen gefolgt. Die regelmäßig erbeuteten Slawen füllten über den Verkaufserlös den Königsschatz, eine Geldquelle, die auch die sächsischen Großen zu regelmäßigen Überfällen auf slawische Siedlungen verlockt habe. Neben den jüdischen Kaufleuten, die, begünstigt durch das seit karolingischer Zeit entstehende „Judenprivileg“ für ihre Kaufmannsrechte, an allen Brennpunkten großer Wirtschaftsaktivitäten anzutreffen waren, beteiligten sich nach J. Fried auch Friesen, Slawen, freie und unfreie Deutsche am Fernhandel.

## Das Ende der jüdischen Vermittlung im 11. Jahrhundert
Der französische moslemische Religionsanthropologe und Philosoph Malek Chebel spricht in seinem Buch über die Sklaverei im Islam (2007) ironisch von der „schönen Solidarität der Monotheisten“ gegenüber den noch heidnischen Slawen. Im 11. Jahrhundert waren es aber zunächst die Radhaniten, die in Europa aus dem Fernhandel verdrängt wurden. Italienische Handels- und Bankhäuser, deren Einflussnahme bereits in dem Brief des Dogen von Venedig an Heinrich I. 932 spürbar wurde, und armenische Händler im Orient setzten sich nach Maurice Lombard gegenüber den Juden durch. Hinzu kamen die Massaker im Rheinland anlässlich des ersten Kreuzzuges. Nur auf den Festlandsverbindungen zwischen Oberdonau und den slawischen Ländern hätten sie sich noch gehalten. Weitere Erschwernisse hatten sich schon Ende des 10. Jahrhunderts aus dem Zusammenbruch des Reiches der Chasaren ergeben, die von den Kiewer Rus besiegt worden waren. So seien sie „in die Rolle von Ladeninhabern, Geldleihern und Wucherern gedrängt“ worden.
Mit dem Herausdrängen der jüdischen Fernhändler wurde der Sklavenhandel in Mitteleuropa in mehr oder weniger christianisierten Gebieten noch eine Weile fortgeführt. So berichtet Helmold von Bosau für das Jahr 1168 davon, wie slawische Piraten als Sklavenverkäufer auftraten und „zu Mecklenburg an einem Markttage 700 gefangene Dänen gezählt wurden, alle verkäuflich, wenn Käufer genug da gewesen wären“.
In Osteuropa zum Schwarzen Meer hin blieb Sklavenhandel mit Slawen bis ins 18. Jahrhundert eine kaum je unterbrochene Angelegenheit und wurde zuletzt von den auf der Krim ansässigen moslemischen Tataren betrieben, die die benachbarten Türken versorgten. Zwischen 1482 und 1760 sollen zwischen 2 und 2,5 Mio. Ukrainer, Polen und Russen zu ihren Opfern geworden sein.

## Eine Kontroverse
Der in Jerusalem lehrende Mittelalterhistoriker Michael Toch veröffentlichte 1998 in der Enzyklopädie deutscher Geschichte als Band 44 „Die Juden im mittelalterlichen Reich“. Dort stellt er mit Kritik an Hermann Kellenbenz, Friedrich Lotter und Charles Verlinden, bei denen er polemische bzw. apologetische Tendenzen sieht, „denn Sklavenhandel wurde als moralisch anrüchig betrachtet“, die These auf, dass es keinen jüdischen Sklavenhandel im Frühmittelalter gegeben habe und ein „jüdisches Handelsmonopol“ ein „modernes ideologisches Konstrukt“ sei. Er hält fest: „Nach Erkenntnis des Verfassers kann im Reich seit der Sesshaftwerdung der Juden etwa zur Mitte des 10. Jahrhunderts überhaupt nicht von einem berufsmäßig betriebenen Sklavenhandel die Rede sein, allein vom Erwerb meist slawischer Sklaven als Dienstboten für den Hausgebrauch.“ Friedrich Lotter antwortete mit verschiedenen Aufsätzen, zuletzt 2004 in der Historischen Zeitschrift, indem er darauf hinweist, dass die Tätigkeit jüdischer Handelsherren bereits in der Merowingerzeit nicht an das Sesshaftsein gebunden war und dass von Juden wie von anderen betriebener Sklavenhandel von kirchlichen wie weltlichen Autoritäten gefördert wurde, weil er nichts Anrüchiges an sich gehabt habe. An anderer Stelle heißt es, dass die Bewertung deutsch-jüdischen Zusammenlebens im Mittelalter bei Toch eine postmodern anmutende Auffassung zu erkennen gebe, „die allen Bezug zwischen Text und Welt bestreitet“.